# Batalla del Medway
La batalla del Medway o del riu Medway va ser un enfrontament succeït a Britania l'any 43 entre l'exèrcit romà al comandament del general Aule Plauci i les tribus britanes al comandament de Cunobelí i els seus fills Caratac i Togodumne.
Després de desembarcar i envair el sud-est de Britànnia, un exèrcit romà de quatre legions (vint mil legionaris), vint mil auxiliars i cinc mil genets van avançar fins al riu Medway, trobant a la ribera oposada una enorme força britana constituïda d'infanteria i cavalleria.
Aule va ordenar a les tropes gal·les del seu flanc dret travessar el riu i atacar per sorpresa el flanc enemic, la qual cosa van fer amb gran èxit. Després va ordenar a la Legió IX Hispana del seu flanc esquerre fer el mateix, provocant greus baixes al seu enemic, entre ells la de Togodumne, i l'exèrcit local es va haver de retirar. Després d'això els romans van creuar el Tàmesi i van continuar amb la campanya.